# Herny
Herny – miejscowość i gmina we Francji, w regionie Grand Est, w departamencie Mozela.
Według danych na rok 1990 gminę zamieszkiwało 412 osób, a gęstość zaludnienia wynosiła 43 osoby/km² (wśród 2335 gmin Lotaryngii Herny plasuje się na 653. miejscu pod względem liczby ludności, natomiast pod względem powierzchni na miejscu 625.).